# История железнодорожного транспорта Великобритании до 1830
Эта статья является частью серии статей по истории железнодорожного транспорта в Великобритании
История железнодорожного транспорта Великобритании до 1830 года описывает период вплоть до открытия железной дороги Ливерпуль — Манчестер, первой в мире междугородней пассажирской железной дороги, под управлением только паровозов. Самые ранние формы железных дорог, конка, появилась в XVI веке в Германии. Тем не менее первый паровоз появился именно в Великобритании. Изобретение рельс из кованного железа, а также создание первого паровоза Ричардом Тревитиком позволило создать первую в мире настоящую железную дорогу.

## Ранние железные дороги
Первое упоминание о железной дороге в Британии относится к Воллатонской рельсовой дороге Сэра Френсиса Виллафби в Ноттингемшире, построенная между 1603 и 1604 годами для перевозки угля.
Уже в 1671 году рельсовые дороги использовались в Дареме для упрощения перевозки угля; первой из них стала Рельсовая дорога Танфилда. В XVII-XVIII веках здесь было построено множество таких дорог. Они использовали простые прямые рельсы из древесины, по который катились вагонетки с железными колёсами с выступами, которые тянулись лошадьми, что в сумме позволяло перевозить несколько вагонеток за раз.
Эти примитивные дороги ушли в прошлое в 1793 году, когда суперинтендент одного из каналов Дербишира Бенджамин Аутрам построил дорогу с рельсами в форме L, получившую название «пластинная железная дорога» для карьера в Криче: это была спускающаяся на 91 метр менее 2 километров в длину дорога с колеёй 1067 мм. Вагонетки были оснащены обычными колёсами без выступов, а в пределах путей удерживались вертикальными границами, также названных пластинами, рельс. Чугунные рельсы стали серьёзным прорывом, поскольку увеличили возможную нагрузку, а также снизили трение между колёсами и рельсами, увеличив количество вагонов, транспортируемых одной лошадью.
Рельсы Аутрама уступили место чугунным рельсам «с выемкой» Уильяма Джессопа, где колёса имели выступ, тем самым удерживая вагонетку на заданном пути (по сути современно строение рельс и колёс) без использования поднятых стенок, как на пластинных рельсах. Впервые таки рельсы появились в 1789 году неподалёку от Лафборо. Такие рельсы обычно использовались с колеёй до 914 мм. Джессоп, бывший ученик Джона Смитона, одного из столпов строительной инженерии, а в 1790 году стал партнёром в компании Аутрама.
Чугунные рельсы имели тенденцию легко ломаться, а колея расходилась и становилась неровной. В 1820 году Джон Биркиншоу ввёл новый метод прокатывания рельс большей длины с использованием кованного железа, которое затем использовалось повсеместно.

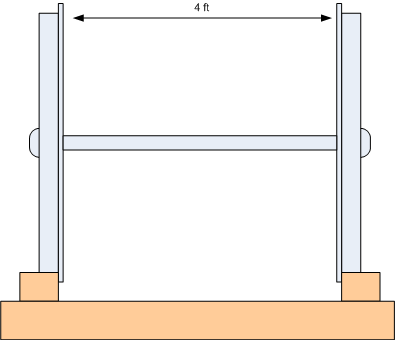
Поперечная диаграмма путей Рельсовой дороги Танфилда примерно в 1765 году, с деревянными рельсами и колёсами с выступом
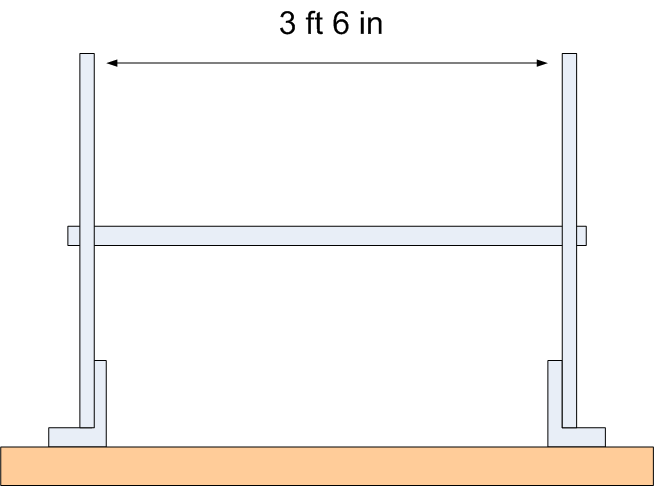
Поперечная диаграмма путей пластинной дороги Аутрама
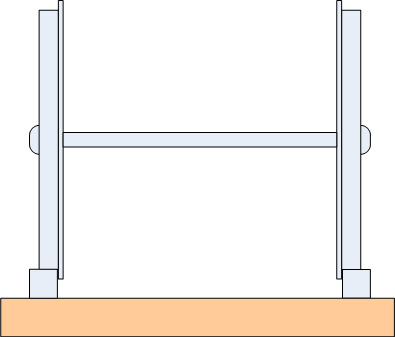
Рельсы Джессопа 1789 года с чугунными колёсами с выемкими, идущими по рельсам без стенок

## Первые общественные железные дороги
Самые ранние железные дороги строились и оплачивались владельцами шахт, которые они обслуживали. По мере развития технологий железных дорог, стали возможны более длинные линии, которые соединяли шахты с отдаленными точками по многообещающе низкой цене. Однако строительство таких линий часто требовало дополнительного финансирования и они должны были проходить по землям, не принадлежащим владельцу шахты. В результате для строительства железных дорог требовался Акт Парламента, чтобы обязать продажу земли под строительство путей. Акты также защищали инвесторов от нереалистичных или мошеннических схем.
Первой линией, получившей такой акт в 1758 году стала частная рельсовая дорога владельца угольной шахты, Мидлтонская железная дорога в Лидсе. Первой дорогой, доступной для общественного использования, стала Железная рельсовая дорога Сюррея на чугунных рельсах, созданная в 1799 году. Акт Парламента на строительство дороги между Уондсуортом и Кройдоном, ныне входящих в южный Лондон, был получен 21 мая 1801 года. Инженером новой дороги стал Уильям Джессоп. Дорога просуществовала вплоть до 1846 года и, хотя использовалась только для перевозки грузов, стала предвестником множества других дорог в разных частях страны. Первой пассажирской общественной железной дорогой стала железная дорога Суонси и Мамблза, получившая разрешение в 1807 году. Все три железных дороги изначально использовали гужевую тягу, Сюррейская дорога так и использовала лошадей до конца своего существования.
Дорога Килмарнок — Трун получила Акт 27 мая 1808 года и также строилась Джессопом Эта линия стала первой, перевозившей пассажиров в Шотландии. Линия имела колею 1219 мм, а вагоны таскались лошадьми. Однако в 1817 году были проведены испытания одного из локомотивов Стефенсона, что стало первым появлением паровоза на территории Шотландии.

## Появление паровозов

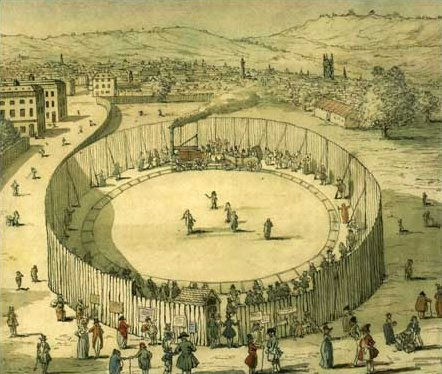
Аттракциона Тревитика, где ходил паровоз Поймай меня, кто сможет.

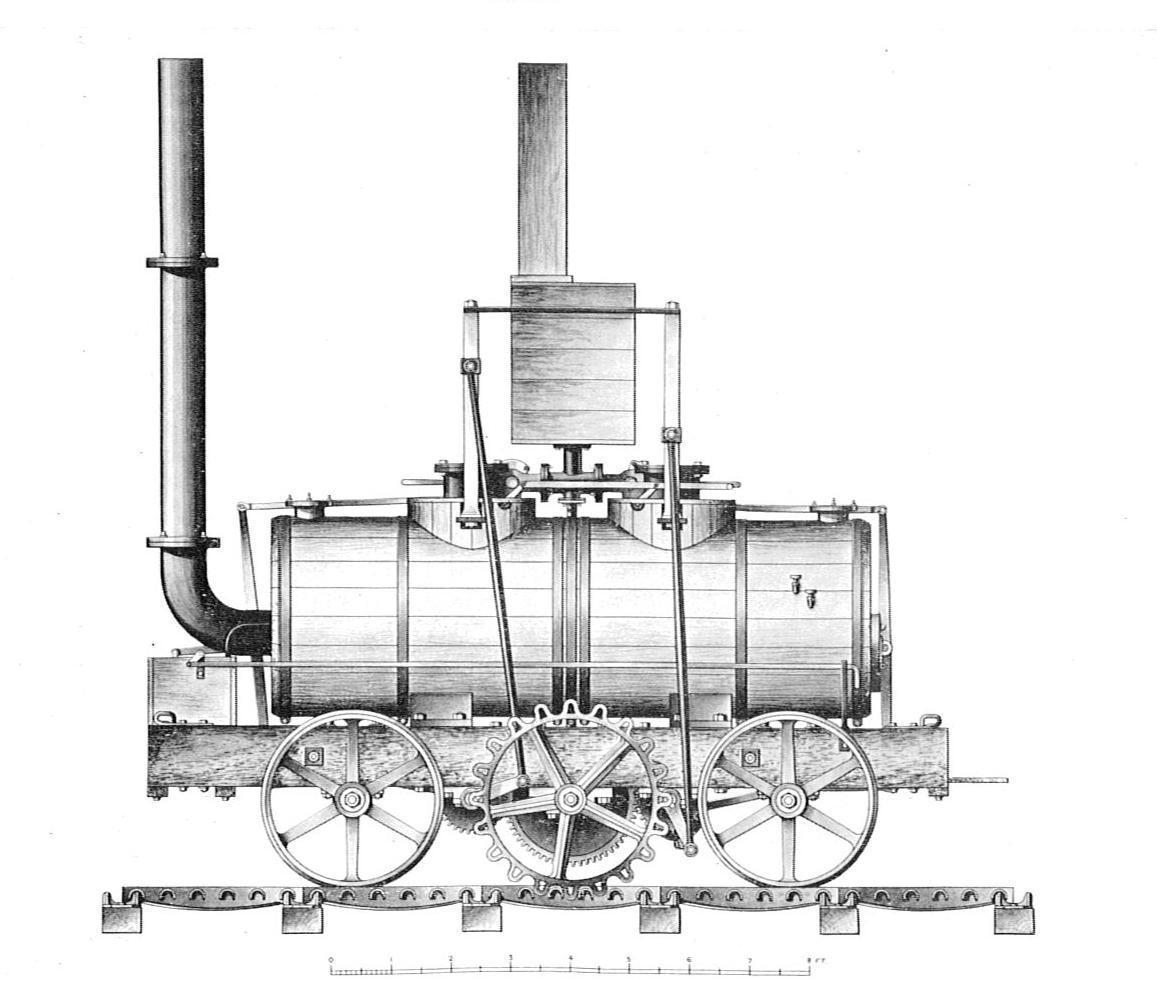
Паровоз Саламанка.

Первый паровоз был построен Ричардом Тревитиком в 1804 году. Он стал первым инженером, которому удалось построить стационарную паровую машину высокого давления в 1799 году. За этим последовал дорожный паровой экипаж (см. Лондонская паровая карета)  в 1801 году. Несмотря на провал этого эксперимента, в 1804 году он построил безымянный узкоколейный паровоз (позднее названный Пенидаррен по названию места производства) для железной дороги в Мертир-Тидвил в южном Уэльсе. Этот локомотив использовал цилиндр высокого давления без конденсатора, с использованием отработанного пара для увеличения тяги в топке, тем самым ещё больше повышая эффективность механизма. Эти фундаментальные изобретения паровой машины остались неизменны до конца использования паровозов. При высоком интересе общественности он успешно перевез 10 тонн железа, 5 вагонов и 70 человек на дистанцию в 15,69 км за 4 часа и 5 минут со средней скоростью 8 км/ч. Этот опыт доказал, что паровая тяга является перспективной идеей, хотя использование паровоза было быстро прекращено, поскольку он был слишком тяжёлым для примитивной пластинной дороги. Второй построенный локомотив для использования в угольной шахте также сломал пути.
Свой третий локомотив, «Поймай меня, кто сможет», Тревитик построил в 1808 году, он использовался как временный аттракцион в Блумсбери. Любой мог проехать за локомотивом на скорости до 19 км/ч. Однако и этот паровоз сломал пути, и Тревитику пришлось остановить показательные выступления спустя два месяца после их начала.
Первым коммерчески успешным стал паровоз с двумя цилиндрами «Саламанка», построенный в 1812 году Джоном Блекинсопом и Мэттью Мюрреем с колеёй 1219 мм для Мидлтонской железной дороги. Блекинскоп был уверен, что локомотив, достаточно лёгкий для передвижения самостоятельно, будет иметь слишком маленькое сцепление, поэтому он спроектировал зубчатую систему, хотя Тревитик доказал обратное уже почти десятилетие назад. Единственная зубчатая рейка была проложена с внешней стороны путей и задействовалась колесом с левой стороны паровоза. Всего было построено четыре таких паровоза, которые работали до начала 1830-х годов.

## Железная дорога Стоктон — Дарлингтон

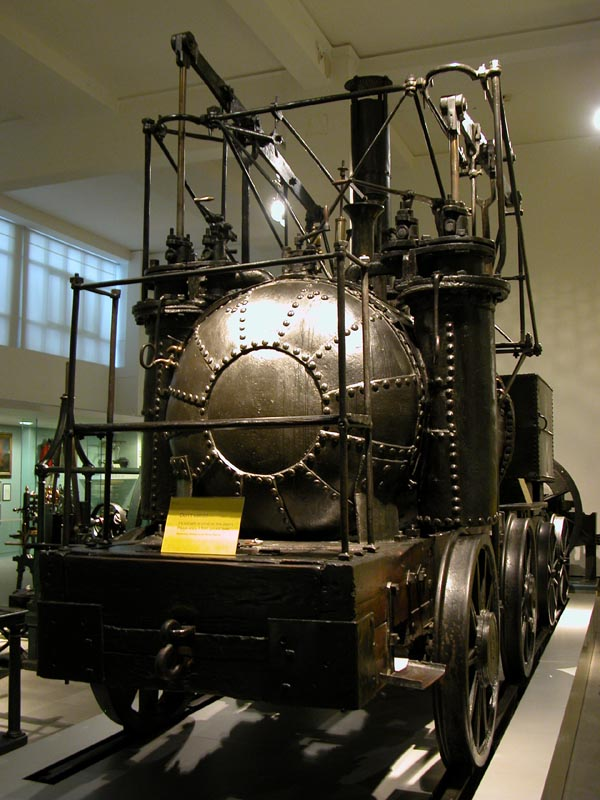
Пыхтящий Билли.

Владельцы угольной шахты неподалёку от Ньюкасла проявили желание замены лошадей в пользу паровой системы. В 1804 году по заказу шахты Тревитик построил паровоз. Однако он оказался слишком тяжёлым для деревянных рельс. Уильям Гедли и Тимоти Хэкворт (сотрудники этой шахты) в 1813 году спроектировали собственный локомотив, позднее получивший прозвище Пыхтящий Билли. Пыхтящий Билли имел два шатуна, идущие вверх к крутящимся балкам, которые были присоединены к коленчатому валу, а тот, в свою очередь, двигал рычаги колес. Это означало, что колёса были спаренными, давая лучшее сцепление.
Годом позднее Джордж Стефенсон, ещё один сотрудник этой угольной шахты, внёс доработки в этот проект, создав свой первый паровоз Блюхер,ставший первым локомотивом с колесами, аналогичными современным.
В 1821 году был одобрен Акт Парламента на строительство дороги между Стоктоном и Дарлингтоном. Проект Стефенсона убедил инвесторов нанять именно его, после того как он закончил строительство железной дороги в шахте в Дареме в качестве инженера. Изначально на железной дороге Стоктон — Дарлингтон предполагалось использовать лошадей, однако Стефенсон обновил проект маршрута для возможности использования паровозов, после чего Акт был приведён в соответствие с планами. Железная дорога также предусматривала перевозку пассажиров, а не только уголь и товары.
Линия имела длину 40 километров, 100 разъездов вдоль единственного пути и 4 ответвления к шахтам. Железная дорога была открыта 27 сентября 1825 года. Во главе поезда стоял Locomotion № 1 Стефенсона, ходивший со скоростью от 19 до 24 км/ч. В общей сложности было построено 4 паровоза Locomotion. Эти паровозы были первыми, где было применено тяговое дышло (балка, приводящая в движение колёса). Изначально дорога была общественной (то есть компания предоставляла доступ к путям и паровозам, а непосредственно управление и вагоны предоставлялось пользователям), из-за чего поезда часто встречались на однопутных участках, приводя к постоянным спорам, кто должен вернуться к разъезду.

## Железная дорога Ливерпуль — Манчестер

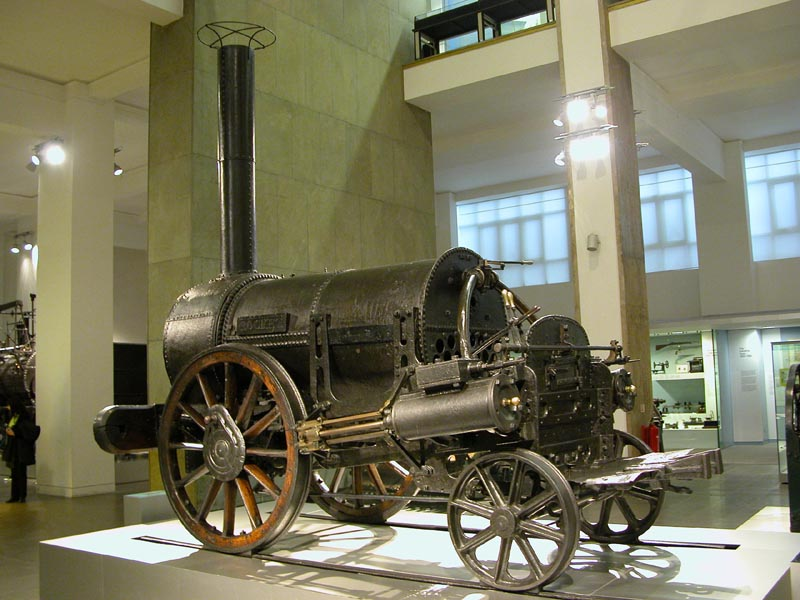
Ракета в Музее науки.

Железная дорога Ливерпуль — Манчестер (Liverpool and Manchester Railway, L&MR) стала первой в мире междугородней пассажирской железной дорогой, в которой все поезда управлялись паровозами. Это было ключевым отличием от железной дороги Стоктон — Дарлингтон, где часть пути проходилась на тросе и только поезда с углём шли за паровозом, а также доступ на неё имели и гужевые поезда при уплате установленного тарифа. Пассажирская дорога Кентербери — Витстабл открылась на три месяца раньше, чем Ливерпуль — Манчестер, однако в основном использовала кабельную систему тяги, где паровые машины стояли с концов, а паровозы использовались только на ровном участке. Первоначальное назначение L&MR было увеличение скорости перевозки материалов и товаров между портом в Ливерпуле и фабриками в Манчестере в Северо-Западной Англии.
Компания «The Liverpool and Manchester Railway Company» была создана 24 мая 1823 года. 56 километровая линия стала грандиозным инженерным достижением того времени. Линия начиналась с тоннеля длиной 2060 метров под ливерпульским портом.  За ним шёл 3 километровый отрезок, углублённый относительно улицы до 21 метра вниз и виадук с 9 арками на высоте 15 метров. Также на маршруте имелся отрезок, проложенный по специальному укрепляющему насту длиной 7,64 км сквозь болота.

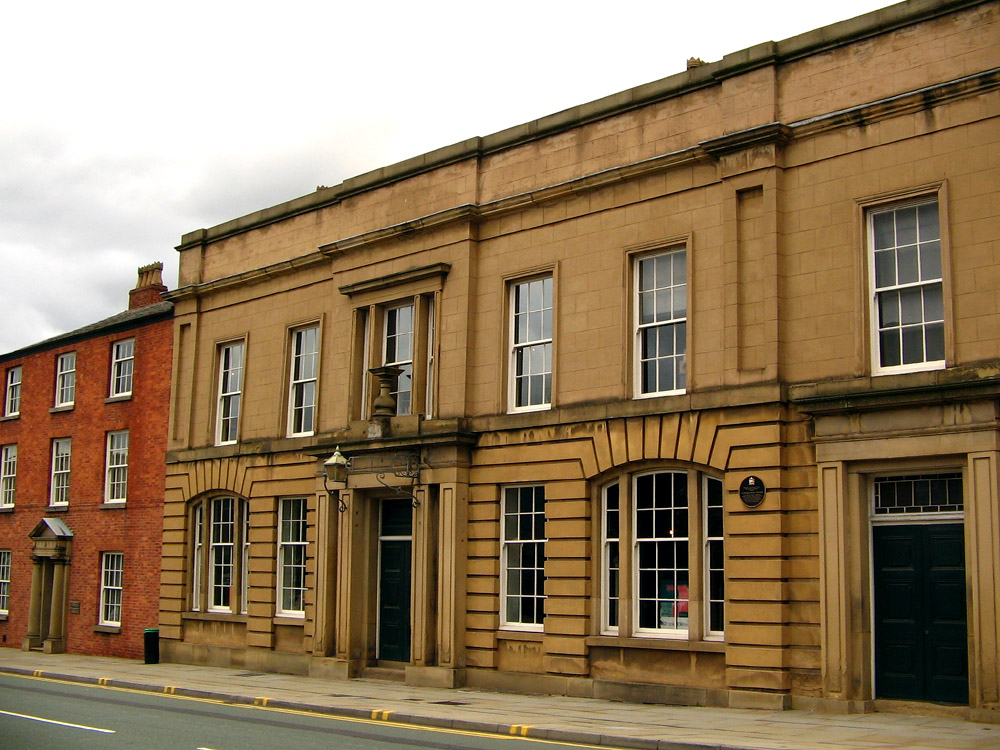
Станция Ливерпуль Роуд в Манчестере.

Для выбора лучшего локомотива для использования на маршруте были организованы Рейнхильские состязания. Это были соревнования с открытым доступом, чтобы можно было увидеть все возможные варианты в действии с последующим принятием проекта для работы на дороге. Также был установлен приз в £500 для победителя. Победителем стала Ракета, построенная Джорджем Стефенсоном и его сыном Робертом Стефенсоном. Ракета была первым паровозом, где было несколько котлов, что повысило эффективность перехода тепла. На ней также впервые появилось конусное устройство, которое направляет отработанный пар в дымовую коробку под трубой, что повышало тягу. С этими нововведениями Ракета достигла средней скорости 19 км/ч и максимальной скорости 48 км/ч при перевозке 13 тонн и стала победителем соревнований, а Стефенсоны получили контракт на строительство локомотивов для железной дороги.
Сама линия открылась 15 сентября 1830 года.